# Augustus FitzRoy (3e duc de Grafton)
Pour les articles homonymes, voir Augustus FitzRoy.
Augustus Henry FitzRoy (28 septembre 1735 – 14 mars 1811), 3e duc de Grafton, appelé comte d'Euston entre 1747 et 1757, est un homme d'État britannique du parti whig de l’époque georgienne. Il est l'un des quelques ducs qui remplirent la fonction de Premier ministre (1768-1770).

## Biographie
Il est le fils de Lord Augustus FitzRoy et d'Elizabeth Cosby. Son père est le troisième fils du 2e duc de Grafton, Charles FitzRoy, et de Lady Henrietta Somerset, ce qui fait de FitzRoy un arrière-petit-fils du 1er duc de Grafton et du marquis de Worcester. Il est un descendant de la quatrième génération du roi d'Angleterre Charles II et de Barbara Palmer, 1re duchesse de Cleveland. À la mort de son oncle en 1747, il est appelé comte d'Euston puisqu'il était devenu l'héritier présomptif de son grand-père.
En 1756, il entre au Parlement en tant de député de Boroughbridge, un bourg pourri. Quelques mois plus tard, il change de circonscription pour Bury St Edmunds, qui est contrôlé par sa famille. Toutefois, un an plus tard, son grand-père meurt, et il lui succède comme 3e duc de Grafton, ce qui lui permet d'accéder à la Chambre des lords.
Il est d'abord connu en politique pour être un opposant de John Stuart, 3e comte de Bute, un favori de George III. Grafton s'associe avec Thomas Pelham-Holles, 1er duc de Newcastle-upon-Tyne contre Lord Bute, dont le mandat de Premier ministre fut éphémère. En 1765, Grafton est nommé au conseil privé. À la suite de discussions avec William Pitt l'Ancien, il est nommé secrétaire d'État pour le département du Nord (Secretary of State for the Northern Department) dans le premier gouvernement de Charles Watson-Wentworth, 2e marquis de Rockingham. Rockingham se retira l'année suivante (1766), et Pitt (alors Lord Chatham) forma un gouvernement dans lequel Grafton est Premier Lord au Trésor, mais pas Premier ministre comme c'est généralement le cas.
Grafton devient le chef effectif du gouvernement à la fin de l'année 1767 quand Pitt tombe malade. Il est reconnu comme ayant occupé le poste de Premier ministre à partir de 1768. Mais les désaccords politiques et les attaques de Junius conduisirent à sa démission en janvier 1770. En 1768, Grafton devient chancelier de l'Université de Cambridge. Il est nommé au poste de Lord du Sceau privé dans le gouvernement de Frederick North (1771), mais démissionne en 1775, étant en faveur d'une action de conciliation avec les colonialistes américains. Il est à nouveau Lord du Sceau privé dans le second gouvernement de Rockingham en 1782.
Les dernières années de sa vie, il est militant unitarien prééminent. Le comté de Grafton New Hampshire aux États-Unis est nommé ainsi en son honneur.

## Mariages et descendance
Le 29 janvier 1756, il épouse Anne Liddell (1737-1804), fille du 1er baron Ravensworth. Ils ont trois enfants :
- Georgiana (1757-1799), qui épouse John Smyth (1748–1811) ;
- George FitzRoy (4e duc de Grafton) (1760-1844), 4e duc de Grafton ;
- Charles FitzRoy (1764-1829), général d'armée, qui épouse Frances Mundy, puis Frances Stewart.

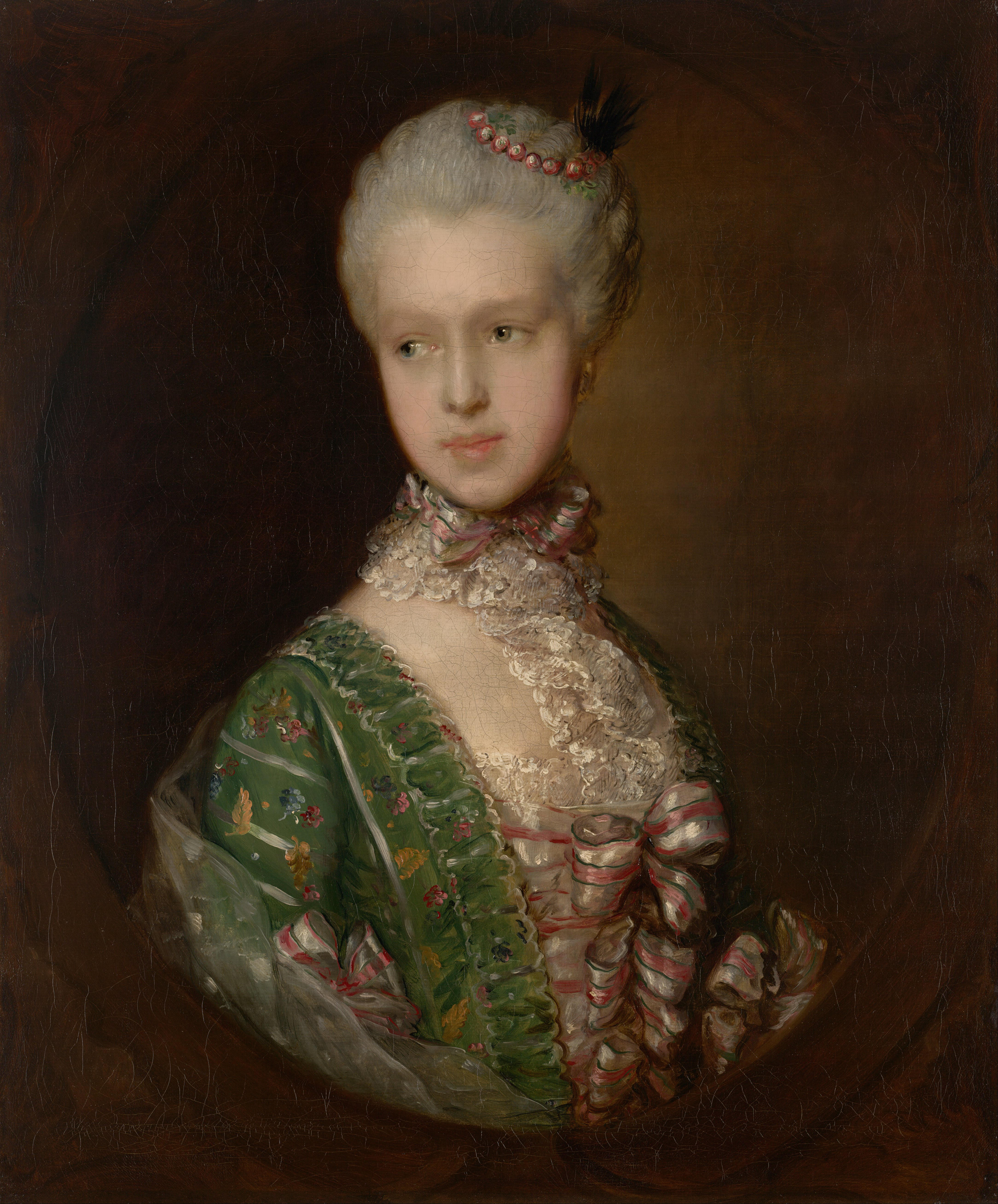
Elizabeth Wrottesley, 1764-1765
par Thomas Gainsborough
National Gallery of Victoria

Leur divorce est entériné par acte du Parlement en 1769. Le 24 juin 1769, il épouse Elizabeth Wrottesley (1er novembre 1745 – 25 mai 1822), fille du baronnet Richard Wrottesley (7e baronnet). Ils ont pour descendance :
- Henry (1770-1828), pasteur, il épouse Caroline Pigot ;
- Augusta (1779-1839), qui épouse le révérend George F. Tavel ;
- Frances (1780-1866), qui épouse Francis Spencer (1er baron Churchill) ;
- William FitzRoy (1782-1857), qui épouse Georgiana Raikes ;
- Elizabeth († 1839), qui épouse son cousin William FitzRoy ;
- Isabella († 1866), qui épouse Barrington Pope Blachford.

## Sources
- (en) Cet article est partiellement ou en totalité issu de l’article de Wikipédia en anglais intitulé « Augustus FitzRoy, 3rd Duke of Grafton » (voir la liste des auteurs).